# Pebibyte
Pebibyte (PiB) es una unidad de información utilizada como un múltiplo del byte. Equivale a 250 bytes.

## Historia
Su nombre proviene de la contracción de  peta binary byte. Se debe a que es la potencia de 2 que más se aproxima a "peta", prefijo cuyo valor es 1015, es decir, 1 000 000 000 000 000 de unidades.
Forma parte de la norma ISO/IEC 80000-13, antiguamente IEC 60027-2 (Desde febrero del año 1999).

## Equivalencia

### Byte
1 125 899 906 842 624 = 250 Bytes = 1 pebibyte.